# Деясловица
Деясло́вица (бел. Дзеясловіца) — вариант орфографии белорусского языка, являющийся компромиссным вариантом между действовавшим на момент создания «деясловицы» официальным правописанием 1959 года (т. н. «наркомовка») и тарашкевицей (т. н. «классическое правописание»).
Название получил от названия журнала «Деяслов», который печатался в этом варианте с сентября 2002 года до конца 2009 года, когда журнал перешёл на официальное правописание 2008 года. Этот вариант белорусской орфографии (с некоторыми особенностями), основанный на предложениях Орфографической комиссии Общества белорусского языка имени Ф. Скорины, длительный период используется также в правоохранительном бюллетене «Право на волю», издаваемом Правозащитным центром «Весна» Алеся Беляцкого, а также в греко-католической газете «Царква». Другими изданиями поддержан не был, оставшись фактически незамеченным ни среди сторонников тарашкевицы, ни среди сторонников «наркомовки».

## Сущность орфографии
Деясловица реализует на письме фонетический принцип белорусского языка на основе норм наркомовки, от которой отличается преимущественно на орфографическом уровне — один и тот же текст в обоих вариантах произносится идентично. Исключение составляют окончания существительных II склонения в родительном падеже, а также окончания -аў (-яў) в формах I склонения родительного падежа множественного числа, типа «задачаў», «паэмаў», «пазіцыяў», которые были взяты из принципов классической орфографии.
Кроме этого, ассимиляционную мягкость свистящих деесловица передаёт непоследовательно: мягкость сохраняется в пределах слова, но не передаётся в предлогах.

### Сравнение орфографий
| Тарашкевица              | Деясловица              | «Наркомовка»            |
| ------------------------ | ----------------------- | ----------------------- |
| сьвет, бязьлітасна       | сьвет, бязьлітасна      | свет, бязлітасна        |
| жыцьцё, мысьленьне       | жыцьцё, мысленьне       | жыццё, мысленне         |
| бязь іх, ня толькі       | бяз іх, ня толькі       | без іх, не толькі       |
| сымбаль, пазыцыя, сыгнал | сімвал, пазіцыя, сігнал | сімвал, пазіцыя, сігнал |
| філязофія, міт           | філасофія, міф          | філасофія, міф          |
| Эўропа, Шатляндыя        | Еўропа, Шатландыя       | Еўропа, Шатландыя       |

## Причины появления
Из-за того, что официальная орфография белорусского языка не передаёт некоторых нюансов произношения белорусских слов, а особенности тарашкевицы в передаче иностранных слов для многих являются непривычными, появляется «средний вариант» орфографии, который стремится передать особенности произношения белорусских слов и привычное произношение иностранных заимствований.
Поэт и литературовед Анатолий Иващенко, который является сторонником средней орфографии, утверждает, что:

не мягкие знаки и передача первого слога перед ударением создают «психологический (или „псыхалягічны“) барьер» для тех, чьё изучение белорусского ограничивается школой, но прежде всего словообразование заимствованной лексики (латинизмы с мягким [л], свистящие в позициях перед [і], дифференциация звуков [ф] и [т], передача собственных имён и др.). Тут и у самих адептов «тарашкевицы» полно противоречивых взглядов… Во время разговоров многие люди, пользовавшиеся «тарашкевицей», подтверждали, что заимствования являются для них раздражающим фактором. Некоторые переходили на аналог «деясловицы», не зная про её существование.
Оригинальный текст (бел.)ня мяккія знакі ды перадача першага складу перад націскам ствараюць «псіхалагічны (ці «псыхалягічны») бар'ер» для тых, чыё вывучэнне беларускай мовы абмяжоўваецца школай, а перадусім словаўтварэньне запазычанай лексікі (латінізіы зь [л], сьвісцячыя у пазіцыях перад [і], дыферэнцыяцыя гукаў [ф] і [т], перадача ўласных імёнаў і інш.). Тут і ў саміх адэптаў «тарашкевіцы» поўна супярэчлівых поглядаў... У часе гутарак многія людзі, што карыстаюцца «тарашкевіцай», пацьвержалі, што запазычаньні для іх ёсьць фактарам раздражняльным. некаторыя пераходзілі на аналаг «дзеясловіцы» ня ведаючы пра яе існаваньне.